# Suchoń
Suchoń (964 m n.p.m.) – najwyższy szczyt Krowiarek, leżący w gminie Bystrzyca Kłodzka.

## Położenie i opis
Wznosi się on w bocznym grzbiecie, odchodzącym w kierunku zachodnim od głównego grzbietu Krowiarek
. Wschodnie stoki są łagodne, natomiast północne, zachodnie i południowe, opadające do Rowu Górnej Nysy oraz dolin Marcinkówki i Białej Wody są bardzo strome. Zbudowany ze skał metamorficznych należących do metamorfiku Lądka i Śnieżnika – w części zachodniej z różnych odmian gnejsów, a w części wschodniej łupków łyszczykowych serii strońskiej. Prawie w całości porośnięty lasem świerkowym. U północno-zachodnich podnóży leży wieś Kamienna, u południowo-zachodnich – Idzików, natomiast na północnym wschodzie znajdują się pozostałości zanikającej wsi Marcinków. Na wschód od Suchonia, w dolinie Białej Wody istniała kiedyś wieś Biała Woda.
Góra Suchoń jest miejscem bytowania popielic oraz innych gatunków ssaków pilchowatych oraz jest jednym z najniższych i najdalej położonych od Śnieżnika szczytów w Masywie Śnieżnika, gdzie obserwowane były kozice. W przeszłości na szczycie wzniesienia stała wieża widokowa zbudowana w 1885 z inicjatywy GGV, po której obecnie zostały tylko relikty w postaci luźno rozrzuconych ciosów kamiennych a miejsce porasta gęsty las.